# Ratschen

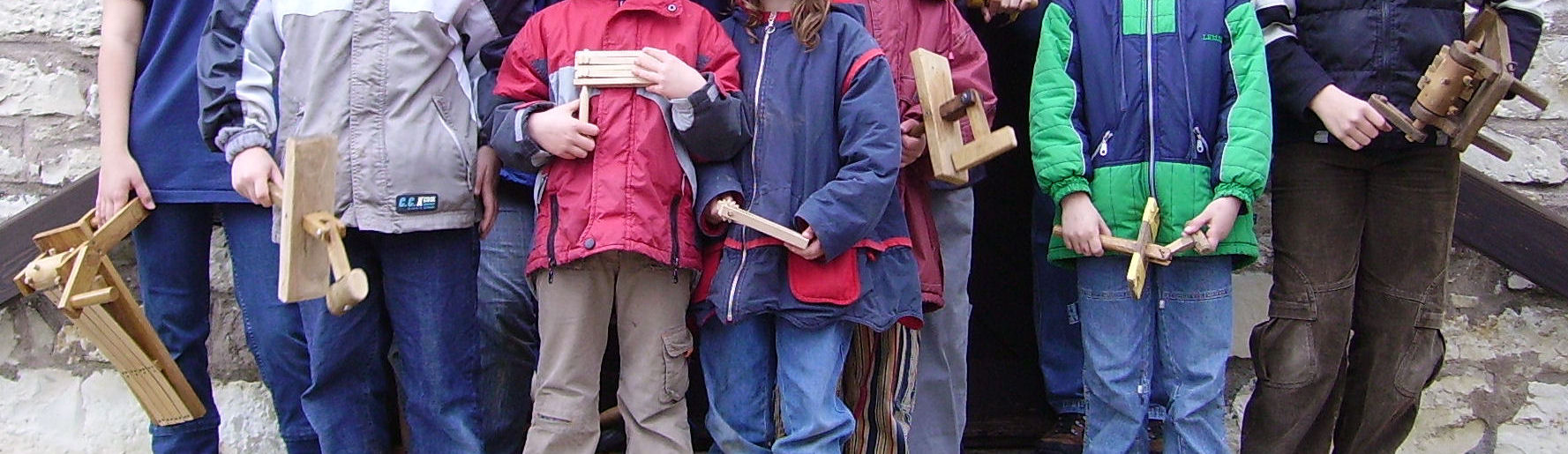
Verschiedene Lärminstrumente beim Ratschen

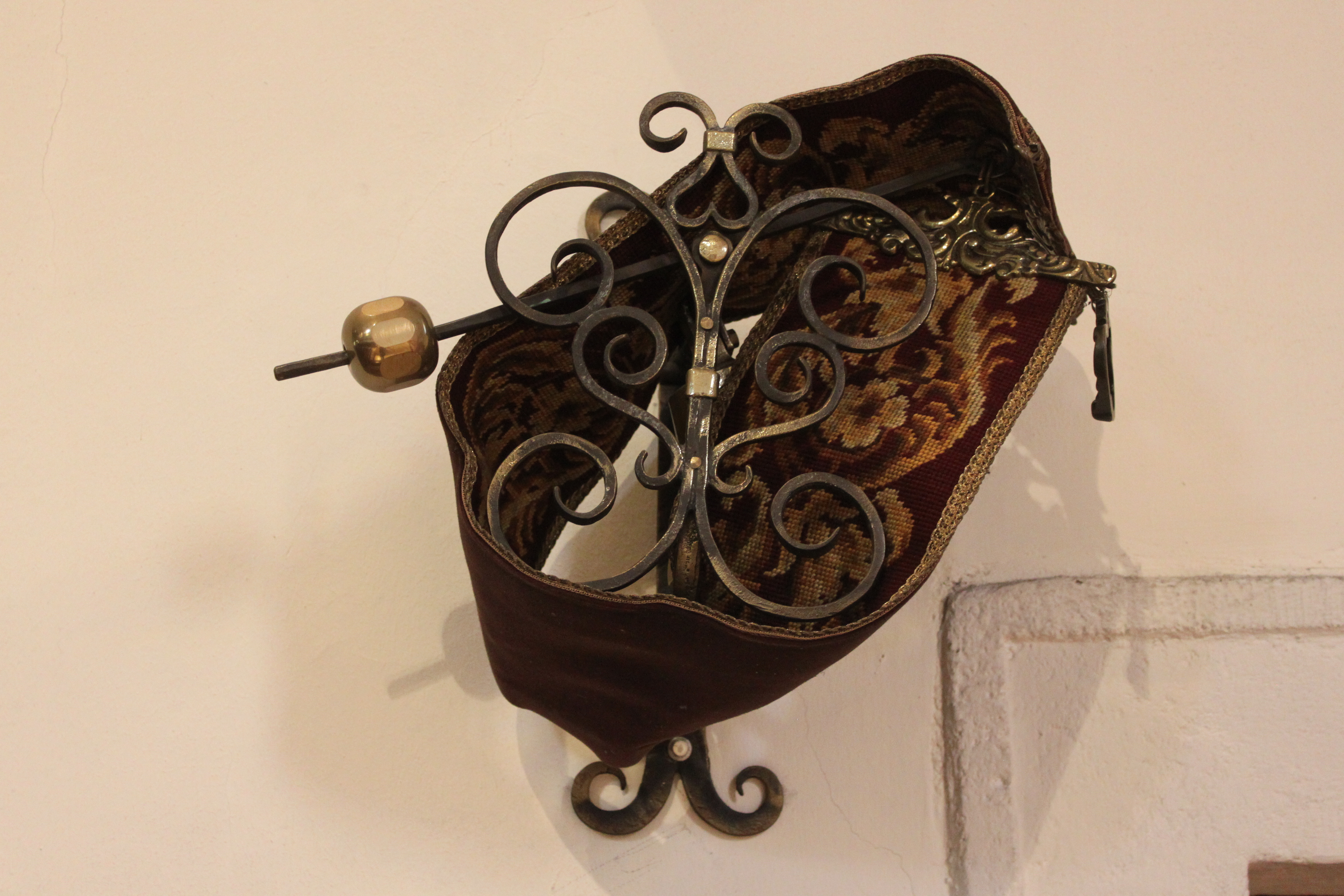
Wandglocke beim Sakristeiportal, durch Aufwicklung des Klingelzugs stillgelegt.

Das Ratschen, in einigen Gegenden auch Rätschen, Räppeln, Karsingen, Rappeln, Rengstern,Klappern (auch Kleppern, Kliäppern), Raspeln, Ratzeln, Schledern (auch Schlöttern), Kläpstern, Klibberen, Riärteln, Karren, Lören, Garren oder Klacheln (letzteres vor allem in Ostösterreich), um Trier Rauschen, in der Rhön Klapperspatzen genannt, ist ein Brauch, der in katholischen Gegenden in der Karwoche gepflegt wird. Dabei ziehen Kinder (meist Ministranten) mit hölzernen Lärminstrumenten durch die Straßen der Dörfer und Stadtteile, um die Gläubigen mit unterschiedlichen Sprüchen an die Gebetszeiten und Gottesdienste zu erinnern. Die Ratsche ist ein hölzernes Schrapinstrument, es werden aber auch andere Bauformen verwendet.
Das Ratschen in der Karwoche wurde 2015 von der UNESCO als Immaterielles Kulturerbe in Österreich anerkannt.

## Hintergrund und Anlässe

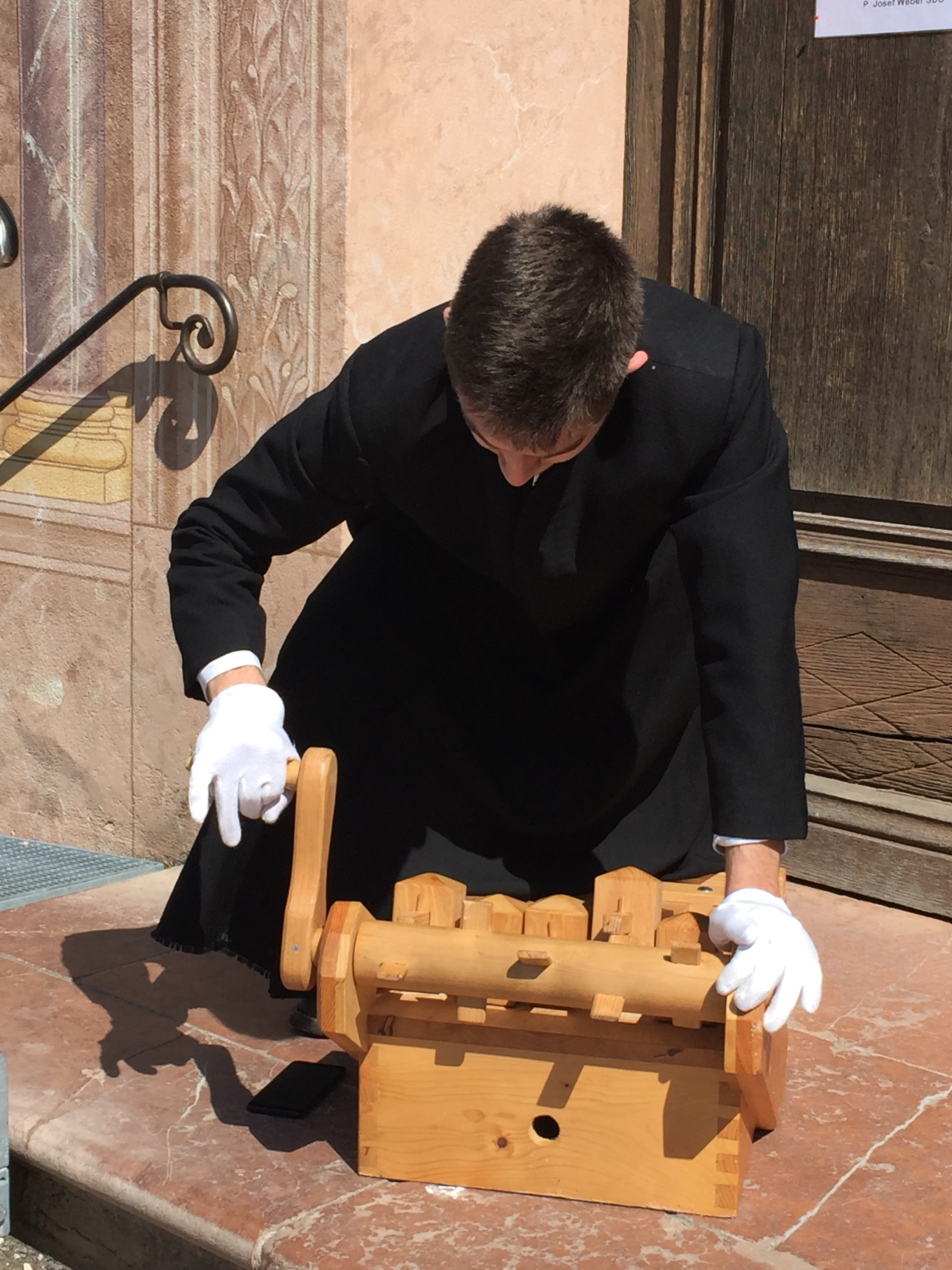
Ein Ordensmann dreht an der Karfreitagsratsche

Der Überlieferung zufolge schweigen von Gründonnerstag nach dem Gloria der Messe vom letzten Abendmahl den gesamten Karfreitag und Karsamstag über bis zum Gloria in der Osternacht die Glocken bzw. deren Zungen, die Klöppel, da sie alle zur Beichte oder zum Reisbreiessen „nach Rom geflogen“ seien. Da die Kirchenglocken zumeist eine festliche Stimmung ausdrücken, ist deren Geläute in der Zeit der Grabesruhe Jesu nicht angebracht. Um dennoch das Angelusläuten fortzusetzen, wird es um 6 Uhr, 12 Uhr und 18 Uhr lautstark durch das Ratschen oder Klappern ersetzt. Auch die meist um 15 Uhr stattfindende Karfreitagsliturgie und der häufig am Vormittag begangene Kreuzweg werden rechtzeitig vorher angezeigt und ausgerufen.
Auch innerhalb der Liturgie werden die Ratschen bzw. Klappern anstelle der Altarglocken (-schellen) verwendet, z. B. bei den Prozessionen mit dem Allerheiligsten am Gründonnerstag und Karfreitag.
Der Brauch findet sich heute noch in Bayern, Österreich, Luxemburg, Gröden (Italien), in der Umgebung Triests (Italien), in Slowenien, der Pfalz, der Rhön, im Eichsfeld, an der Mosel, im Saarland, in der Eifel, im Rheinland, im Hunsrück, in katholischen Gebieten Baden-Württembergs und in Teilen Nordrhein-Westfalens.
Auch in den christlichen Städten im Heiligen Land (Israel und Westjordanland) gibt es solche Umzüge, jedoch ohne Ratschen. Dort ziehen die Pfadfinder mit Trommeln durch die Straßen.
Der Anführer einer Klappergruppe, zumeist der Älteste, wird regional Klappermeister oder Vorklapperer genannt.

## Geschichte

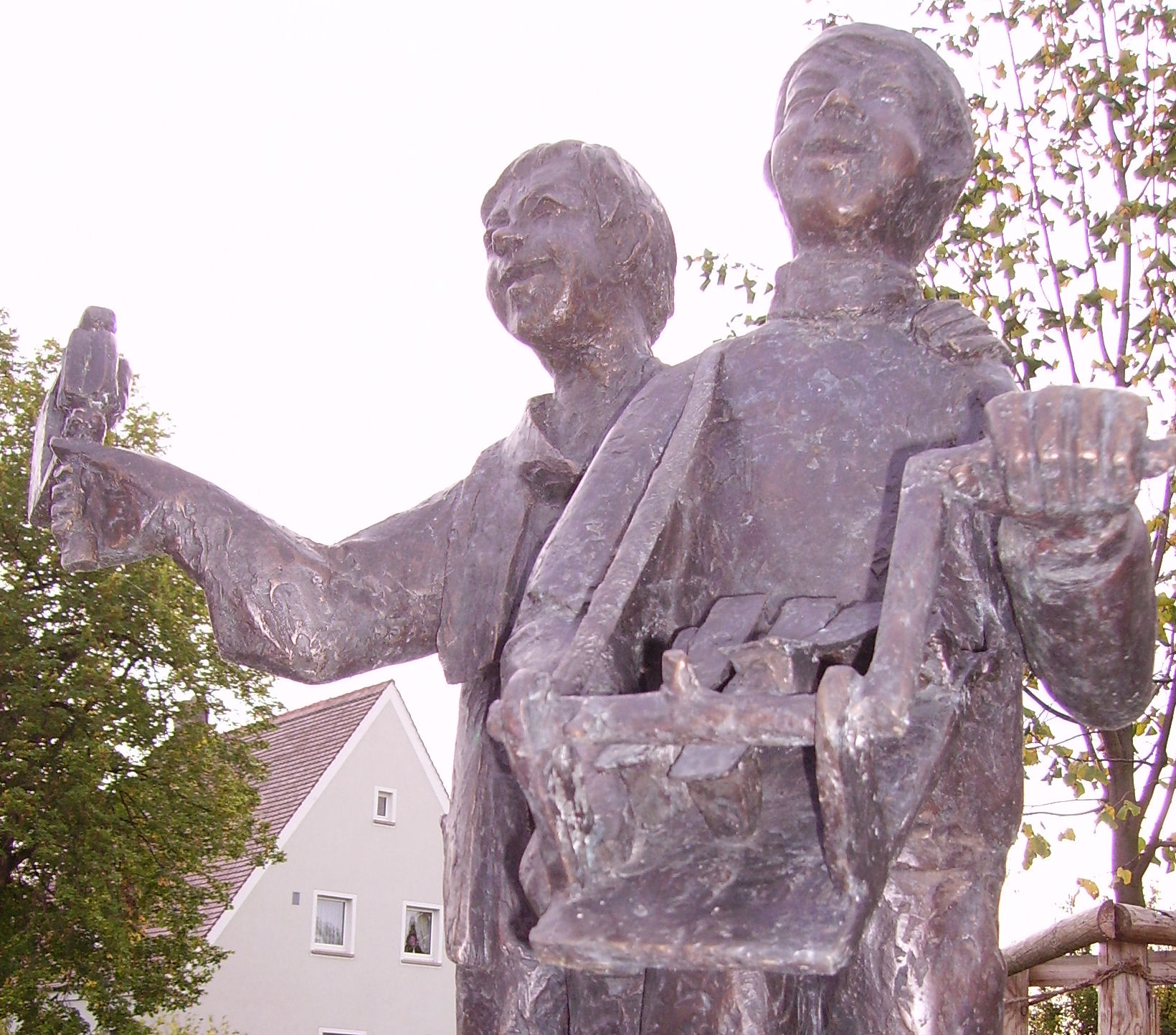
Denkmal vor der Abtei Münsterschwarzach

In Sebastian Francks 1534 in Tübingen veröffentlichten „Weltbuch“ findet das Klappern auf folio cxxxi (recto) als Osterbrauch Erwähnung:

„da fert man mit einem klopffenden karren vn vil tafeln in der statt herumb / beruͤfft das volck inn die kirchen zū Passion.“

## Instrumente

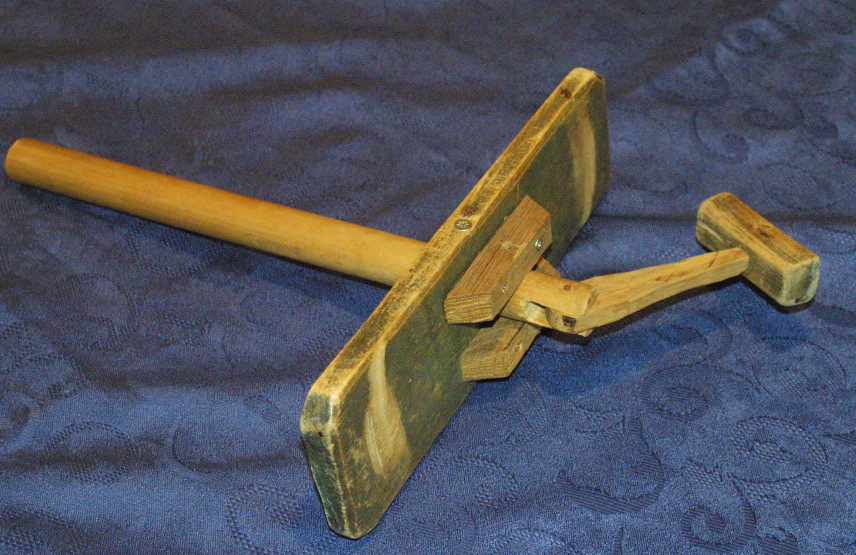
Klepper aus der Fränkischen Schweiz

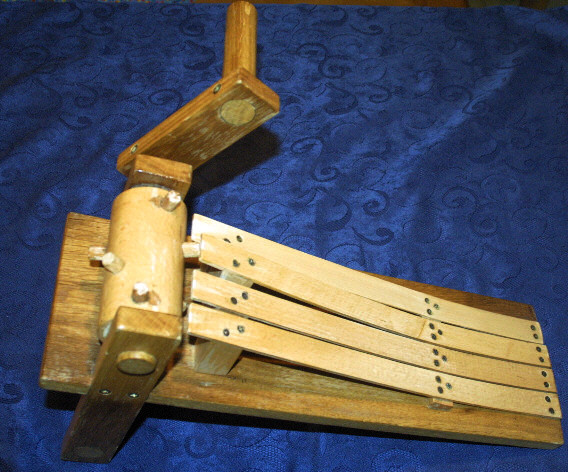
Ratsche oder Räppel

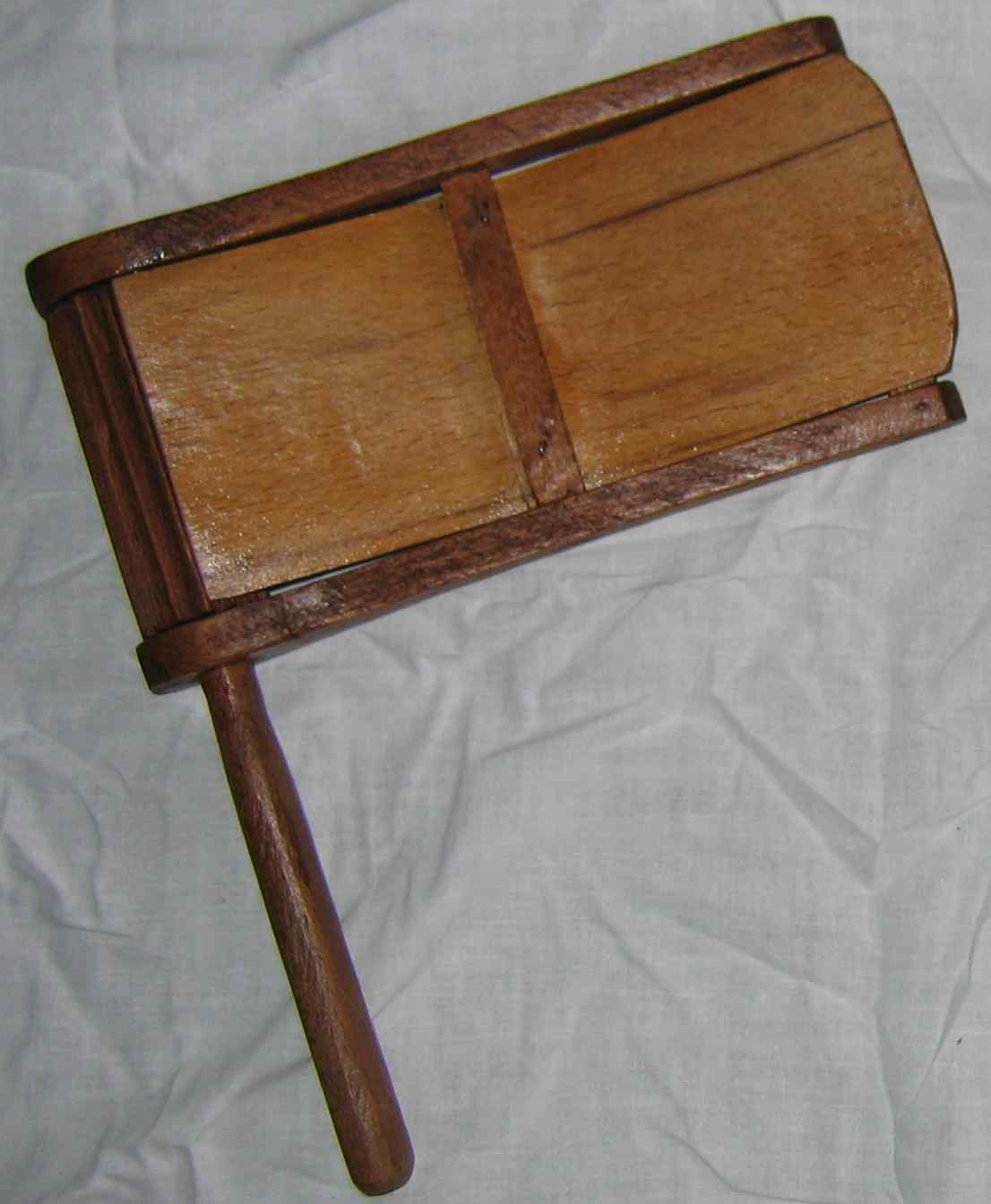
Raspel aus der belgischen Eifel (Aldringen)

Es werden vor allem folgende Lärminstrumente verwendet:
- Die Ratsche, oder auch Räppel, ist ein massiver Resonanzkörper aus Holz (z. B. Eiche oder Ahorn), der ungefähr 30 cm lang ist. Durch eine Kurbel wird eine Walze mit Nocken in Bewegung gesetzt, wodurch Holzleisten (z. B. Eschenholz) angehoben werden, die beim Zurückschnellen das charakteristische Geräusch erzeugen, aus dem sich der Name des Instruments ableitet. Oft ist das Gerät mit einem Gurt zum Umhängen versehen.
- Die Klapper ist ein beweglich an einem Griff befestigtes Hämmerchen, das – wenn man es ähnlich wie eine Handglocke bewegt – auf ein rechtwinklig zum Griff montiertes Brett schlägt und dadurch ein lautes Klappern erzeugt.
- Die Raspel, ein durch heftiges Drehen bewegtes Instrument, wobei bei der Drehung eine sehr dünne Holzplatte über die Zähne eines hölzernen Zahnrades schnarrt.

Die Instrumente wurden meist von örtlichen Handwerkern oder auch geschickten Laien selbst angefertigt, mit Besitzernamen oder Jahreszahlen versehene Stücke, die sich schon lange in einer Familie befinden, lassen erkennen, dass sie oft über Generationen weitervererbt wurden und die heute gebräuchlichen Formen schon sehr lange üblich sind.

## Verse beim Umzug

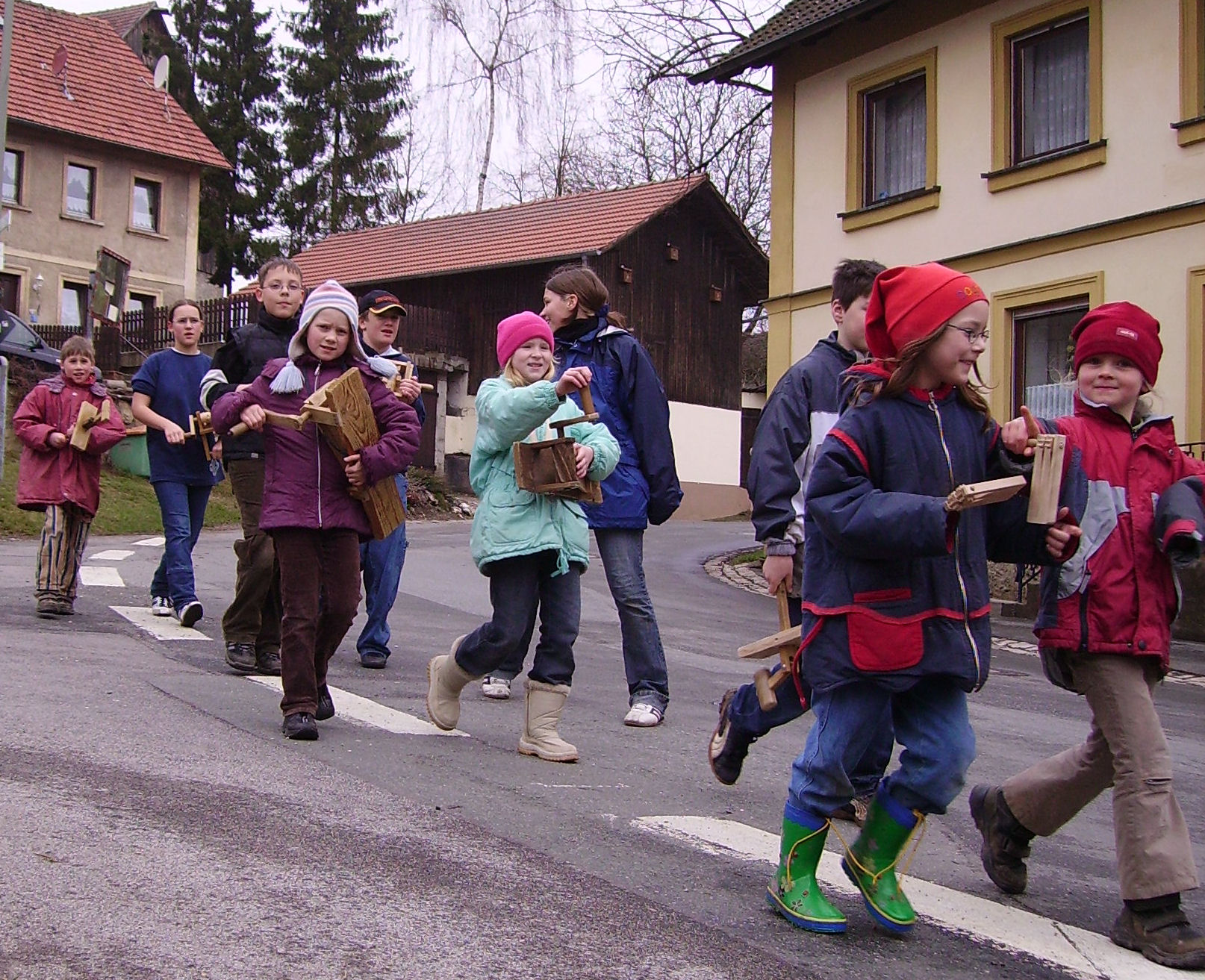
Kinder beim Ratschen in der Karwoche

Einer der Sprüche, die gerufen und anschließend von heftigem Lärm begleitet wurden, lautet:
„Wir ratschen, wir ratschen den Englischen Gruß (= Engelsgruß), den jeder katholische Christ beten muss.“
Die Klapperbuben und heute auch Klappermädchen müssen sehr früh aufstehen, wollen sie den ersten Termin um 6 Uhr morgens wahrnehmen. Hatte ein potenzieller angemeldeter Klapperer verschlafen, so wurde er vor seinem Haus ausgeklappert und verspottet
XY, steh auf zum Beten,

wir sind schon alle angetreten.
Am Karsamstag (regional verschieden) wurde dann der Klapperlohn eingesammelt. Dabei zog die Klappergruppe von Haus zu Haus und sammelte Ostereier, Geld oder auch Süßigkeiten. Der Klapperspruch lautete dann:
Wir haben geklappert fürs Heilige Grab

und bitten um eine milde Gab’.

Nicht zu groß und nicht zu klein,

damit wir können zufrieden sein.
Im Rhönort Poppenhausen (Wasserkuppe) heißt es heute noch, es werden „die Eier ausgeklappert“. Mit dem Spruch: „Wir haben gewacht am Heiligen Grab und bitten um eine milde Gab“ treten Messdiener (heute auch Mädchen) an die Haustüren. Neben ursprünglich Naturalien wird von den Klapperjungen für ihren mühevollen Dienst Geld gesammelt. Früher war es hier üblich, dass der Küster von jedem der zwölf Jungen ein Ei bekam.
Auch am Morgen des Karsamstags wird ein Sprüchlein aufgesagt:
Weiber/Frauen, steht auf zum Kuchenbacken.

Hurra, hurra, der Kuchen geht auf.
In der Osternacht, also von Karsamstag auf Ostersonntag, ziehen in Alsdorf (Eifel) Jugendliche durch die Dorfstraßen mit folgendem Gesang (in Hochdeutsch):
Steht auf, steht auf zum heil'gen Grab,

es ist schon an der Zeit.

Es fängt schon an zu tagen,

der Tag ist nicht mehr weit.

Auf, auf, ihr Lieben, lasst die Faulen liegen,

lasst sie liegen in ihrer Ruh’,

wir eilen mit Vergnügen dem heil'gen Grabe zu!
In einer Gemeinde im Pfälzerwald erklingt beispielsweise am Karsamstagmorgen folgende Weise:
Wachet auf, im Namen Herr Jesu Christ

Der helle Tag vor Augen ist

Der helle Tag, der über uns wacht

Gott schenk uns einen guten Tag

Einen guten Tag, eine fröhliche Zeit

Gelobt sei Gott in Ewigkeit.
Im westlichen Sauerland (hauptsächlich ehem. Amt Balve) merkt man sich den Takt der dort „Riärteln“ genannten Tradition mit dem Spruch:
Ei, Ei oder Geld
Es gibt regional noch eine Vielzahl weiterer Sprüche, teilweise im örtlichen Dialekt. Am Untermain wird beispielsweise vor der Karfreitagsliturgie gerufen:
Wir klippern und klappern auf Haufen,

wer in die Kärsch (Kirche) will, der muss laufen, laufen.
Eine Version in Unterfranken ist:
Wir klappern auf einem Haufen,

wer in die Kirche will, der muss laufen.
In manchen Gegenden Mittelfrankens gibt es auch noch folgende Sprüche:
Zum Angelusläuten
Wir klappern zum Englischen Gruß,

den jeder katholische Christ beten muss,

das Ave Maria, gratia plena!
Die 3. Zeile wird in einigen Gegenden ausgelassen und das muss wird oft, sehr zum Vergnügen der Klapperkinder, in Mus abgewandelt.
Zu den Zeremonien
Hört, ihr Leut, das ist das erste zu den Zeremonien, Zeremonien!
Die zweite Gruppe singt dann statt „erste“ das „zweite und letzte“.
Beim Eiersammeln wird häufig geratscht:
Feieramt, Feieramt Hausfra (bzw. Hausmo) pack dei Eier zam!

Zehne, zwölfe wöl mer ham!
In Unterfranken klappern die Kinder so um eine Gabe:
Wir klappern um ein Ei

und nehmen auch zwei, drei,

mit etwas Geld dabei.
In Teilen Oberfrankens schlöttern die Kinder mit diesem Spruch:
Jetzt kommt der Osterkönig,

gebt uns nicht zu wenig.

Lasst uns nicht zu lange steh'n,

denn wir müssen weitergeh'n.

Eier raus, Eier raus,

sonst gehen wir ins Hühnerhaus

und leeren alle Nester aus.
Wenn die Leute einen Hund besitzen wird noch dieser Spruch hinterher gesungen:
Bauer häng dein Pudel o,

dass er uns net beiß'n ko.

Beißt er mi, verklag i di,

1000 Taler kostets di.
In der Eifel ist es üblich, anstelle von Versen kurze Wörter oder Sätze zu rufen, bzw. am Abend direkt vor der Ostermette zu singen. Morgens lautet der Ruf Morjensglock, Morjensglock loud (Morgenglocke läutet) oder Opstohn (Aufstehen), am Mittag Mähdachsglock (Mittagsglocke) oder Mättisch (Mittag), am Abend Nateglock, Owendsglock oder Bätglock (Nacht-, Abend- oder Betglocke); vor dem Karfreitagsgottesdienst und der Osternachtsfeier ruft man Zesaame (zusammen). In der Voreifel lautet der laut ausgesungene Ruf „Es läuten die Glocken zur Morgen-/Mittags-/Abendstund!“
Üblich ist es auch, nur die Tagzeit zu nennen: Et ass Middisch usw.
In der Gegend um Daun herum singen die Kinder „Mettaach, Honnekraach, iwwermuer os Usterdaach“ (Mittag, Hahnenschrei, übermorgen ist Ostern), am nächsten Tag „… muer os Usterdach.“ Am Ostersonntag wird morgens bei Sonnenaufgang „Leit steiht op, holt dä Herrjott op, et es Osterdach.“ gerufen.
In Rivenich rufen sie: Meetisch (mittags); Betklock (morgens und abends) und dann jeweils entweder iwermuer/muer is heilich Ustrdach (übermorgen/morgen ist heiliger Ostertag).
Im Saarland
Im Bliesgau des Saarlandes wird anstelle der gerufenen Texte um 6, 12 und 18 Uhr ein abgewandeltes Marienlied gesungen, zur Melodie des Weihnachtslieds "Es wird schon gleich dunkel":
"Gegrüßet sei'st Maria, du himmlische Zier, du bist voll der Gnaden, der Herr ist mit dir. Eine ganz frohe Botschaft dein Mutterherz trifft, du himmlische Botschaft, Ave Marie."
Morgens und Abends zur Betstunde
Beetklock, Rosenstock, wenn’d nemme laut klingelt dann kläppert et noch

Beetklock, Rosestock, wenn's nemme läut dann klappert's noch

[Betglocke, Rosenstock, wenn es nicht mehr läutet dann kläppert es noch!]
Mittags
Mittach, Mittach, Hohnekrach, Sunndach, Meendach is Osterdach, Osterdach

[Mittag, Mittag, Hahnengeschrei, Sonntag und Montag ist Ostertag]
Zur heiligen Messe am Karfreitag und am Ostersonntag zur Auferstehung gehen die Jugendlichen im Saarland in der Regel dreimal. Sie singen dazu: „Erschd Mòl“ („Zum ersten Mal“) oder „Zwedd Mòl“ („zum zweiten Mal“). Beim dritten Mal lautet der Vers wie folgt: „Zu haaf, zu haaf, wer in de Kirch will, der laaf“ (Zuhauf, zuhauf, wer in die Kirche will, der laufe).
In anderen Orten im Saarland: „Steht alle auf, Ihr lieben Leut’, und eilt zum heilgen Grab hinauf.“ (Vers ist verdreht, es muss heißen) "Ihr lieben Leut', steht alle auf, und eilt zum heiligen Grab hinauf."
Insgesamt gibt es unzählige verschiedene Sprüche. Oft sind diese sogar innerhalb eines Ortes verschieden.
In der fränkischen Schweiz wird morgens um 5.30 Uhr zum Gebet gerufen:
Uremus, Uremus, jetzt schlöttern wir den englischen Gruß,

den jeder Christ verrichten muss.

[Von lat. Oremus „Lasst uns beten“]

## Regionales

### Baden-Württemberg, Ebnet (Stadtteil von Freiburg i.Br.)
Weil die Glocken der katholischen Kirchen zwischen Gründonnerstag und der Auferstehungsverkündung am Karsamstag nicht läuten dürfen, wird in Ebnet auf andere Weise zur Messe gerufen:
Zu jedem Gottesdienst, auch zu den abendlichen Trauermetten, ziehen die Jungen paarweise durch den Ort. Sie fangen bei den Kirchenfenstern Häusern an und knien sich mit ihrem "Instrument" hin, um durch Drehung der Kurbel zu lärmen. Dann rufen sie ihren Spruch: "S erstmol in d'Kirch!" oder "S zweitmol in d'Mette!" Am Morgen des Karfreitag wird schon um 6 Uhr früh "Betzit" (Angelus) gerätscht. Vor der Kirche treffen sich die Jungen für das "Zsamme-Rätsche" auf der Friedhofsmauer. Nachdem am Karsamstag zum letzten Mal gerätscht wurde, gehen die Jungen nach dem Gottesdienst nochmal vor die Häuser und Höfe, um den Lohn für ihre Arbeit zu empfangen. Dafür gibt es verschiedene Heischeverse:
"Do han i e Körbli, des schreit gottserbärmli.
Gen mer e paar Eier, dno halt i mi Leier.
Gen mer e Schunke, dno will i vum Hus eweg gumpe.
Gen mer e Sester Nuß, dno blib i s'ganz Johr duss.
Gen mer e Stuck Speck, dno blib i s'ganz Johr weg."
Der Brauch soll bis ins Jahr 1725 zurückgehen, in dem Ebnet selbständige Pfarrei wurde. Zu dieser Zeit gehörte Ebnet und das Dreisamtal zum Vorderösterreichischen Oberamt Breisgau.

### Rheinland und Westfalen

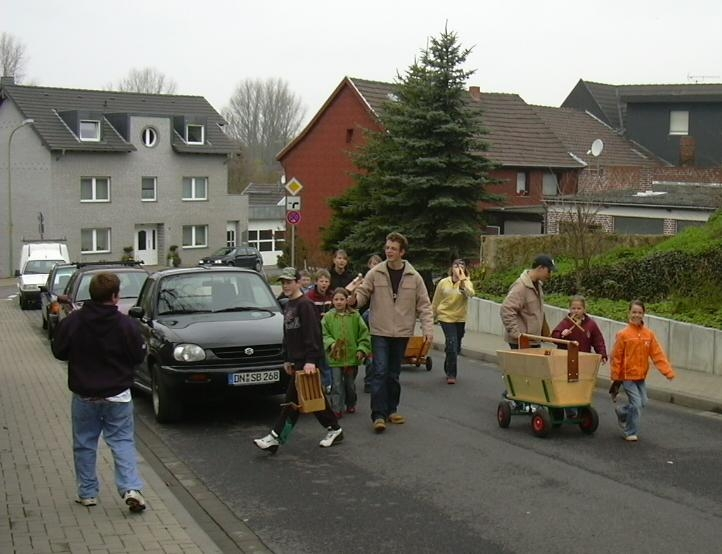
Klappern in Hochkirchen

Die Tradition im Rheinland, so in Hochkirchen und in Westfalen, vor allem im Erzbistum Paderborn, wird von den Eltern an die Kinder weitergegeben. Einige Klapperjungen und -mädchen sind Messdiener. Manche haben keine Klappern, sondern Ratschen. Diese Geräte sind von den Vätern vererbt worden. Geklappert wird sowohl an Karfreitag wie auch an Karsamstag, und zwar um 7 Uhr, 11:30 Uhr und 18 Uhr. Samstags vormittags ziehen die Kinder mit einem Bollerwagen und einer Sammelbüchse von Haus zu Haus und bringen die Ostergrüße im Chor dar. Sie sammeln Ostereier, Süßigkeiten und Geld. Diese Sachen werden dann an Karsamstag vom Ältesten verteilt.
Die Messdiener aus Nottuln ziehen von Gründonnerstag bis Karsamstag mit den Räppeln durch die Gemeinde und besuchen täglich jedes Haus. Dabei sammeln sie Geldspenden und Süßigkeiten für die Messdienerfahrt nach Ostern. Früher wurde zusätzlich altes Wachs gesammelt, um daraus die neue Osterkerze zu gießen.
Für die weitläufigen Bauerschaften müssen die Messdiener schon um vier Uhr aufbrechen. Anstelle des Glockenläutens wird vom Kirchturm aus auf großen Instrumenten geräppelt.
Am Karfreitag werden traditionell im Pfarrheim gemeinsam Struwen gegessen.
In Krefeld-Hüls ziehen die Messdiener in der Karwoche mit Instrumenten ähnlich den Raspeln durch die Gemeinde und sammeln Eier und Geld als Dank für im vergangenen Jahr geleisteten Dienste. Die Eier werden unter den Messdienern aufgeteilt, das Geld wird für Ausflüge und Fahrten verwendet.
In Waltrop ziehen die Jugendlichen Karfreitag und -samstag jeweils um 6 Uhr, 12 Uhr und 18 Uhr mit Räppeln erst dreimal um die Kirche und anschließend durch die Straßen der Gemeinde. Samstag nachmittags gehen die Räppler dann von Tür zur Tür und sammeln Eier und Süßigkeiten sowie Geldspenden für die Jugendarbeit. Vor der Osternachts-Liturgie wird in der Gemeinde St. Marien das Zusammenläuten ebenfalls von Räpplern ersetzt, dies geschieht vom Kirchturm aus.
In Kaldauen und Braschoß ziehen die Messdiener die gesamte Karwoche über durch die Gemeinde und sammeln Eier für die Agape nach der Osternacht. Diese werden am Karfreitag gemeinsam gekocht und gefärbt.
Im Balver Ortsteil Garbeck im Sauerland ziehen die Kinder mit Riärteln, den Raspeln ähnlichen Zahnradratschen, die durch den Schwung der in der Hand gehaltenen Achse zum Klang gebracht werden, durchs Dorf. Zunächst gehen alle gemeinsam riärtelnd um das Haus des Pastors, danach teilt man sich in vier Gruppen auf, die das Dorf innerhalb einer halben bis ganzen Stunde abarbeiten. Dies geschieht am Karfreitag um 6 Uhr, 12 Uhr und 18 Uhr sowie am Karsamstag um 6 Uhr. Der Rhythmus ist ein Vier-Viertel-Takt, bei dem zwei Viertel, zwei Achtel und dann erneut ein Viertel aufeinanderfolgen. Der Merkspruch für den Rhythmus ist „Ei, Ei oder Geld“. Am Karsamstag um 10 Uhr werden dann jeweils nach dem Gebet des Ave Maria an jeder Haustür in den Gruppen Eier, Geld und neuerdings auch Süßigkeiten eingesammelt. Diese werden zum Schluss gerecht auf alle aufgeteilt. Für die Aufteilung sorgen sogenannte „Bosse“, die in der neunten Klasse oder höher sind und mit der Aufsicht und der Leitung der Gruppen beauftragt sind. Sie können auch einzelnen Kindern bei schlechtem Benehmen Eier oder Geld abziehen. Die Klappern hingegen werden hier nur in den Gottesdiensten als Ersatz für die Messdienerschellen genutzt. Die Tradition des Riärtelns ist mit leicht abgewandelten Regeln auch in den anderen umliegenden Dörfern vorhanden.

### Hunsrück
Im Hunsrück werden die häufig aus Eigenbau stammenden Rappeln meistens mittels eines Drehrades bedient, das kleine hölzerne Tasten in Bewegung bringt. In den Gemeinden werden teils sehr unterschiedliche Ausrufe gerufen.

### Österreich

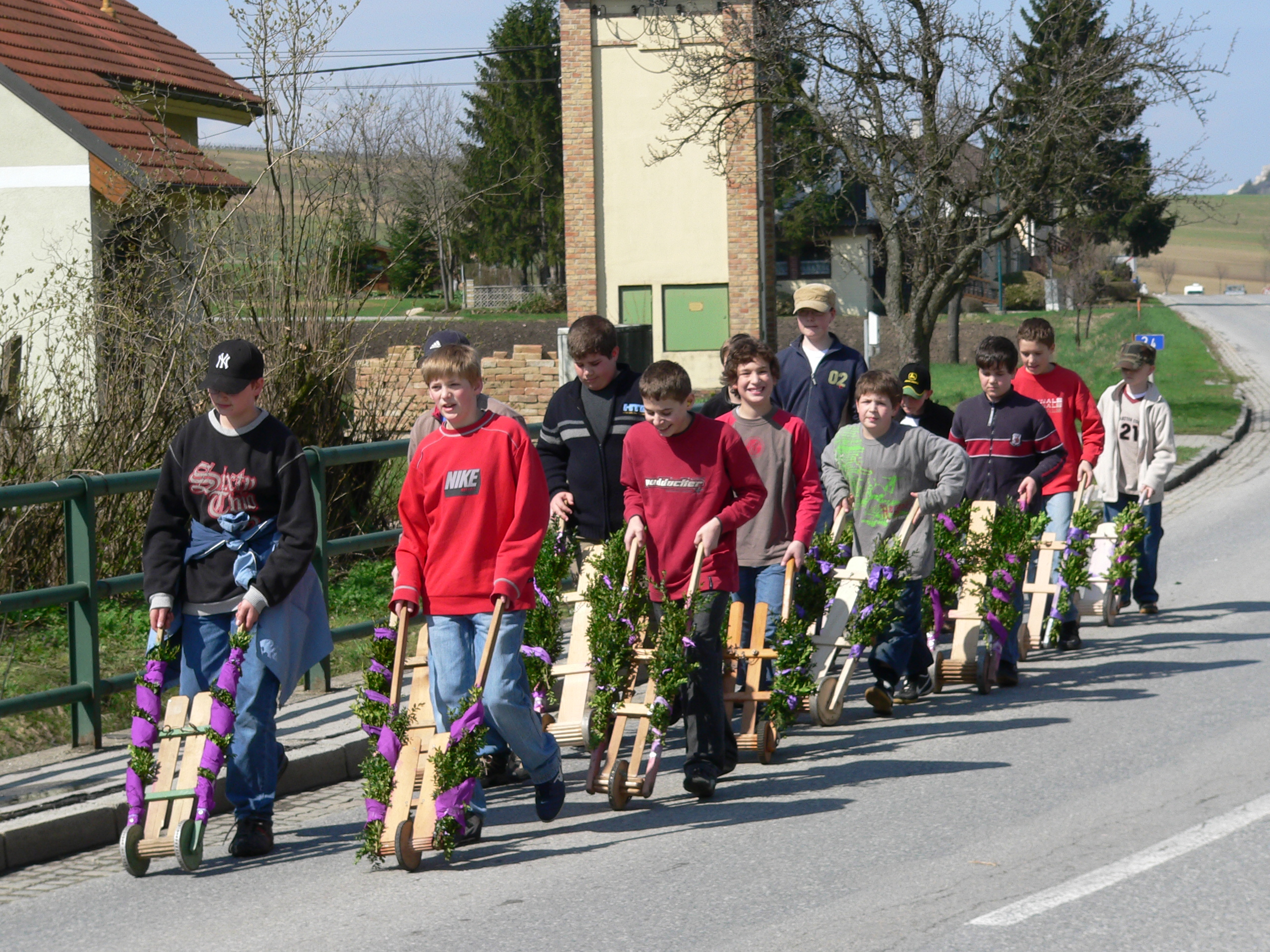
Osterratschen im Weinviertel in Ameis am 15. April 2006

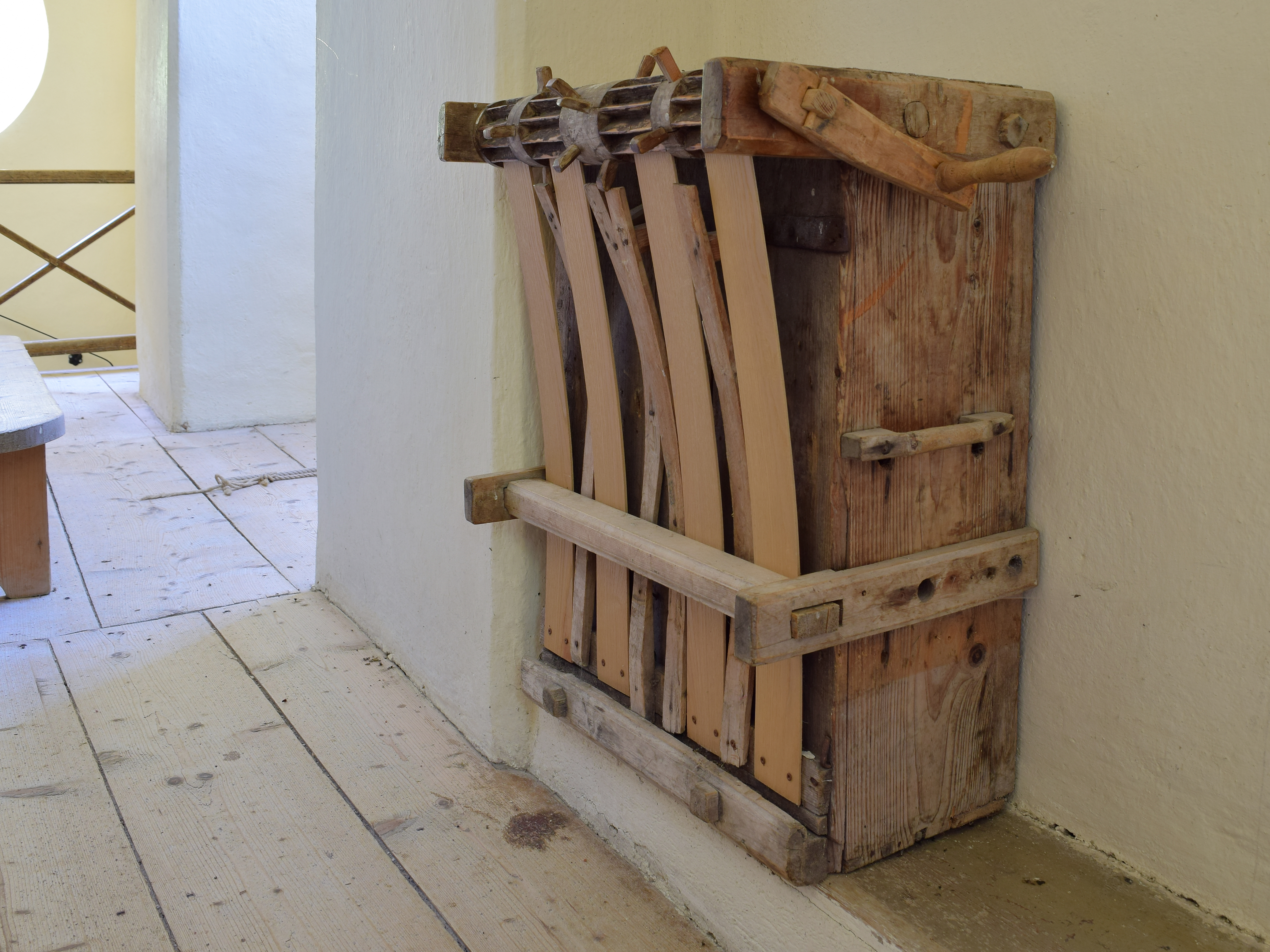
Kastenratsche in der Pfarrkirche Neuhaus (Gemeinde Gaming)

In Österreich lebt der Brauch noch in vielen Orten und sogar auch in kleineren Städten. Gepflegt wird das Brauchtum hauptsächlich von Ministranten, Pfadfindern und der Jungschar.
Im September 2015 nahm die Österreichische UNESCO-Kommission diesen Brauch als Ratschen in der Karwoche in das Verzeichnis des nationalen immateriellen Kulturerbes in Österreich auf. Zweck dieser Ausweisung ist ein verbindlicher Schutz als lebendige Kulturtradition, die Ausweisung soll die Erhaltung, Bekanntmachung, Weitergabe und Weiterentwicklung von Traditionen fördern. Dabei wurde es in der Sparten Mündlich überlieferte Traditionen und Ausdrucksformen und Gesellschaftliche Praktiken, Rituale und Feste, aber auch Traditionelle Handwerkstechniken in Bezug auf den Bau der Holzschrapinstrumente. Ausgewiesen wurde es für ganz Österreich.
Geratscht wird am Karfreitag um 6 Uhr (bzw. 7 oder 8 Uhr), 11 Uhr, 12 Uhr und 15 Uhr („Wir ratschen, wir ratschen das Leiden und Sterben unseres Herrn Jesus Christus“), „Erst- und Zaumratschen“ bei jeder Heiligen Messe (nach dem Erstläuten und dem Zusammenläuten) und um 18 Uhr zum Gebet („Wir ratschen, wir ratschen zum Englischen Gruß, den jeder Christ beten muss. Fallet nieder, fallet nieder auf eure Knie, betet ein Vaterunser und drei Avemarie“).
Am Karsamstag erfolgt um 6, 11 und 12 Uhr wieder Erst- und Zaumratschen zum Gottesdienst. Am Karsamstag gehen die Ratschenkinder dann von Haus zu Haus und holen sich ihren Ratscherlohn, der dann gerecht unter allen Buben und Mädchen aufgeteilt wird.
In manchen Gebieten werden nur selten Handratschen oder Klappern verwendet, vielmehr kommen die Schubratschen zum Einsatz. Im Weinviertel in Niederösterreich sind die Schubratschen beim ersten Ratschen am Gründonnerstag Abend und am Karfreitag um 6 Uhr in der Früh (in vielen Gemeinden erst um 7 Uhr oder sogar um 8 Uhr) noch ungeschmückt, hernach werden sie geschmückt, meist mit Büscheln aus Buchsbaumzweigen und violetten Schleifen, vorangeschoben.
Wenn ein Spruch aufgesagt werden soll, hebt der Vorratscher zum Kommando während des Marschierens als Erster seine Ratsche über seinen Kopf, der Rest der Gruppe tut es ihm gleich. Wenn so die letzte Ratsche verstummt ist, wird der Spruch aufgesagt, bevor die Ratschen wieder zu Boden gelassen werden und die Ratscherei weitergeht.

### Schweiz
Rätschen übernehmen an Karfreitag auch in der Schweiz in manchen katholischen Gemeinden die Funktion der Kirchenglocken, die üblicherweise zur Messe rufen. So klappern in Romont, im Kanton Freiburg, die Rätschen (französisch tapolets genannt) eine Viertelstunde vor Beginn der Karfreitagsliturgie anstelle der Glocken. Zum katholischen Karfreitagsbrauch gehören auch die Klagefrauen von Romont.